# Sieć dostarczania zawartości
Sieć dostarczania zawartości (ang. content delivery network, CDN) – rozproszona sieć serwerów, które pozwalają wydajnie dostarczać użytkownikom zawartość internetową. System dostarczania treści do wielu centrów danych i punktów wymiany ruchu (IX) w Internecie. Celem CDN jest wydajne udostępnianie zawartości o wysokiej dostępności końcowym użytkownikom. Sieć składa się z:
- serwera źródłowego, który dostarcza treści do CDN,
- elementów znajdujących się w różnych częściach infrastruktury internetowej, gdzie treści są replikowane,
- systemu routingu, który zapewnia dostarczanie treści do użytkowników z najbliższego geograficznie węzła.

Poszczególne węzły CDN są zwykle podłączone do szybkiej sieci szkieletowej Internetu. Ich liczba zmienia się w zależności od wybranej architektury i może wynosić nawet kilka tysięcy węzłów z dziesiątkami tysięcy serwerów. Optymalizacja z użyciem CDN przynosi zazwyczaj niższe koszty za usługi hostingowe. W związku z tym, że obsługę części ruchu przyjmują na siebie serwery CDN, zmniejsza się obciążenie serwera źródłowego i zapotrzebowanie na transfer. CDN przyśpiesza ładowanie treści na stronach WWW dzięki płynnemu wczytywaniu obrazków, skryptów i innych dokumentów statycznych. Usługa zwiększa odporność na przejściowe zwiększenie natężenia ruchu na obsługiwanej stronie.

## Rodzaje sieci CDN
Wyróżniamy kilka rodzajów sieci:
- CDN cache przeznaczona do pobierania danych
- CDN optymalizowana do przesyłania strumieniowo treści audiowizualnej

W przypadku przesyłania strumieniowego na żywo dane źródłowe są przekazywane przez serwer źródłowy, a następnie natychmiast replikowane do węzłów końcowych sieci. Sieć musi obsługiwać kilka rodzajów technologii:
- Microsoft Windows Media

- Adobe Flash Live
- Adobe Flash Dynamic Streaming
- Microsoft Smooth Streaming
- Apple HTTP Streaming (dla iPhone i Quicktime X)

- 3GPP PSS (dla urządzeń mobilnych)
- ISMA(inne języki)

Od 2009 roku istnieje tzw. adaptacyjne HTTP z przesyłaniem strumieniowym, co oznacza, że źródło jest podzielone na kilka części i każda część jest pobierana osobno. To pozwala na wykorzystanie istniejącej architektury dostosowanej do zwykłego pobierania i jednocześnie eliminuje konieczność opłat licencyjnych, które w technologii strumieniowej stanowią znaczną część kosztów.

## Technologia
Wymagania użytkowników są przesyłane za pośrednictwem sieci w zależności od wielu czynników. Jeśli głównym kryterium jest minimalna liczba „skoków” w węzłach sieciowych lub czas dostarczenia danych, do przesłania danych zazwyczaj wybierany jest element sieci CDN najbliższy geograficznie użytkownikowi.
Jeśli głównym kryterium jest cena, zostanie wybrany element sieci CDN z najniższym kosztem transmisji danych. Kryteria mogą się pokrywać w niektórych regionach, ale w innych częściach świata mogą przedstawiać decyzję strategiczną.
Trasy do wybranego punktu są najczęściej wybierane na poziomie translacji adresów DNS. Identyczne domeny URL (np. Youtube.com), dla każdego odwiedzającego, mogą zostać przetłumaczone na inny adres IP, który zagwarantuje przesłanie treści z właściwego węzła sieci.

## Komercyjni dostawcy CDN
- Akamai Technologies
- Amazon CloudFront(inne języki)
- BunnyCDN
- CacheFly(inne języki)
- CDN77
- CDNetworks(inne języki)
- CDNsun.com
- ChinaCache(inne języki)
- Cloudflare
- EdgeCast Networks(inne języki)
- Highwinds Network Group(inne języki)
- HP Cloud Services(inne języki)
- KeyCDN
- LeaseWeb(inne języki)
- Level 3 Communications(inne języki)
- LimeLight Networks
- MaxCDN
- OVHcloud
- RackSpace Cloud Files(inne języki)
- Windows Azure CDN

## Literatura
- Buyya, R.; Pathan, M.; and Vakali, A. (2008). Content Delivery Networks. Springer. doi:10.1007/978-3-540-77887-5_1. ISBN 978-3-540-77886-8.
- Erik Nygren, Ramesh K. Sitaraman, and Jennifer Sun. „The Akamai Network: A Platform for High-Performance Internet Applications, ACM SIGOPS Operating Systems Review, vol. 44, no. 3, July 2010.”.
- Hau, T.; Burghardt, D.; and Brenner, W. (2011) „Multihoming, Content Delivery Networks, and the Market for Internet Connectivity”. Telecommunications Policy 35 (6): 532-542 doi:10.1016/j.telpol.2011.04.002.